# Jörg Böhme
Jörg Böhme (* 22. ledna 1974 Hohenmölsen) je bývalý německý fotbalista. Nastupoval především jako záložník. V letech 2001–2003 hrál za německou reprezentaci, v 10 zápasech vstřelil jednu branku. S národním týmem získal stříbro na mistrovství světa 2002. Se Schalke 04 vyhrál Pohár Intertoto v roce 2004. V Schalke hrál v letech 2000–2004, jinak hrál za Carl Zeiss Jena (1992–1993), 1. FC Norimberk (1993–1995), Eintracht Frankfurt (1995–1996), Mnichov 1860 (1996–1998), Arminii Bielefeld (1998–2000, 2006–2008) a Borussii Mönchengladbach (2005–2006). Po skončení hráčské kariéry se stal trenérem, vystřídal několik asistentských postů a mládežnických týmů, jako hlavní trenér vedl v roce 2012 SC Herford a v roce 2014 Energii Cottbus.